# Chaerophyllum azoricum
Chaerophyllum azoricum är en flockblommig växtart som beskrevs av William Trelease. Chaerophyllum azoricum ingår i släktet rotkörvlar, och familjen flockblommiga växter. Inga underarter finns listade i Catalogue of Life.